# اچ‌ام‌ای‌اس تتو
اچ‌ام‌ای‌اس تتو (به انگلیسی: HMAS Tattoo) یک کشتی بود که طول آن ۲۷۵ فوت ۱۱٫۲۵ اینچ (۸۴٫۱۰۵۸ متر) بود. این کشتی در سال ۱۹۱۸ ساخته شد.